# Speyerer Wald, Nonnenwald und Bachauen zw. Geinsheim u.Hanhofen
Speyerer Wald, Nonnenwald und Bachauen zw. Geinsheim u.Hanhofen este o arie protejată (arie de protecție specială avifaunistică — SPA) din Germania întinsă pe o suprafață de 8.007 ha, integral pe uscat.

## Localizare
Centrul sitului Speyerer Wald, Nonnenwald und Bachauen zw. Geinsheim u.Hanhofen este situat la coordonatele 49°19′50″N 8°18′41″E / 49.3306°N 8.3114°E.

## Înființare
Situl Speyerer Wald, Nonnenwald und Bachauen zw. Geinsheim u.Hanhofen a fost declarat arie de protecție specială avifaunistică în ianuarie 2004 pentru a proteja 28 de specii de animale.

## Biodiversitate
Situată în ecoregiunea continentală, aria protejată nu include niciun habitat protejat.
La baza desemnării sitului se află mai multe specii protejate de  păsări (28): pescăruș albastru (Alcedo atthis), Ardea cinerea cinerea, caprimulg (Caprimulgus europaeus), barză albă (Ciconia ciconia ciconia), barză neagră (Ciconia nigra), erete de stuf (Circus aeruginosus), erete vânăt (Circus cyaneus), cristeiul de câmp (Crex crex), ciocănitoarea de stejar (Dendrocopos medius), ciocănitoare neagră (Dryocopus martius), presură sură (Emberiza calandra), șoimul rândunelelor (Falco subbuteo), becațină comună (Gallinago gallinago), frunzăriță galbenă (Hippolais icterina), capîntortură (Jynx torquilla), sfrâncioc roșiatic (Lanius collurio), sfrâncioc mare (Lanius excubitor excubitor), ciocârlie de pădure (Lullula arborea), Luscinia svecica cyanecula, gaia neagră (Milvus migrans), codobatura galbenă (Motacilla flava), viespar (Pernis apivorus), ciocănitoare verzuie (Picus canus), Rallus aquaticus aquaticus, mărăcinar (Saxicola rubetra), mărăcinar negru (Saxicola torquatus), pupăză (Upupa epops), nagâț (Vanellus vanellus).